# Caecilia caribea
Caecilia caribea é uma espécie de anfíbio gimnofiono. Está presente na Colômbia, onde é conhecida apenas da sua localidade-tipo, na parte mais a sul do Rio Samaná. É uma espécie que ocorre em floresta tropical húmida, e é subterrânea.